# Festival palestinien de littérature
Le Festival palestinien de littérature ou PalFest (Palestine Festival of Literature) est un événement annuel qui vise à apporter un festival culturel de niveau international à des publics en Palestine pour affirmer « la puissance de la culture sur la culture du pouvoir », selon une citation d'Edward Saïd, et à faire venir des auteurs de la littérature mondiale en ce territoire. Le festival a été dirigé par Chinua Achebe, John Berger, Mahmoud Darwich, Seamus Heaney, Harold Pinter,  Philip Pullman et Emma Thompson. Il est soutenu par le British Council, l'Open Society, la A M Qattan Foundation et Riwaq (centre de préservation du patrimoine architectural de Cisjordanie) entre autres.

## Festival inaugural de 2008
Entre le 7 et le 11 mai 2008, les participants au festival se sont rendus à Jérusalem, Ramallah et Bethléem et les auteurs ont également visités Hébron. les lieux ont été : le Dar al-Tifl à Jerusalem, le théâtre Al-Kasaba à Ramallah, le Dar Annadwa à Bethléem et le Théâtre national palestinien à Jerusalem. Le format général a consisté en des lectures publiques, suivies de discussions avec le public.
Les auteurs ont été rejoints par des artistes palestiniens.  A Bethléem, la troupe de Dance El Funoun Dance Troupe a effectué une série de performances, et, le dernier soir, à Jérusalem, Yasmeen, du Edward Said National Conservatory of Music, a joué. Ce qui était censé être un sextuor « est devenu un quatuor, le joueur de luth et le percussionniste s'étant vus refuser l'entrée de la ville ». Le festival a également animé des ateliers avec les étudiants de l'Université de Beir Zeit et l'Université de Bethléem.  
Les seize artistes présents au festival de 2008 ont été : Khalid Abdalla, Daniel Alarcon, Mourid Barghouti, Victoria Brittain, William Dalrymple, Roddy Doyle, Esther Freud, Nathalie Handal, Suheir Hammad, Ian Jack, Brigid Keenan, Jamal Mahjoub, Pankaj Mishra, Andrew O'Hagan, Hanan al-Shaykh, Raja Shehadeh, et Ahdaf Soueif, présidente du festival.

## Festival de 2009
L'édition 2009 s'est tenue à Jérusalem, Bethléem, Jénine, Hébron et Ramallah sur six jours. Les artistes impliqués étaient: Suad Amiry, Victoria Brittain, Carmen Callil, Abdulrazak Gurnah, Suheir Hammad, Nathalie Handal, Jeremy Harding, Rachel Holmes, Robin Yassin-Kassab, Brigid Keenan, Jamal Mahjoub, Henning Mankell (accompagné par son épouse, Eva Bergman), Deborah Moggach, Claire Messud, Michael Palin, Alexandra Pringle, Pru Rowlandson, Raja Shehadeh, Ahdaf Soueif et M G Vassanji.
La police israélienne a fait fermer certains lieux prévus à Jérusalem, estimant qu'il s'agissait d'une manifestation à caractère politique, liée à l'Autorité palestinienne,,,. Les deux fois, le Festival s'est déplacé et a  été accueilli dans les jardins du Centre culturel français de Jérusalem, la première journée et au British Council la dernière.

## Festival de 2010
Le Festival 2010 a eu lieu du 1er mai au 6 mai avec des événements à Jérusalem, Naplouse, Jénine, Bethléem, Hébron et Ramallah.
Parmi les participants figuraient : Susan Abulhawa, Taha Muhammad Ali, Suad Amiry, Geoff Dyer, Adam Foulds, Suheir Hammad, Nathalie Handal, Remi Kanazi, Henning Mankell, Raja Shehadeh, Ahdaf Soueif, William Sutcliffe, les membres de la compagnie de théâtre Wildworks, et d'autres encore,.
En octobre 2010, le premier des stages littéraires de PalFest est lancé : un jeune diplômé d'Hébron a passé six semaines à travailler au sein de la maison d'édition Bloomsbury Publishing à Londres, tandis que deux autres ont été accueillis par le Southbank Centre pour travailler sur leur festival de poésie, Poetry International.

## Festival de 2011
Le Festival 2011 a eu lieu à travers la Cisjordanie. Parmi les participants figuraient : Alice Walker, Lorraine Adams, Richard Price[Lequel ?], Taha Muhammad Ali, Najwan Darwish, Suad Amiry, Susannah Clapp, Gary Younge, Mohammed Hanif, Ghada Karmi et Ursula Owen.
En 2011, le festival a commencé la rénovation d'un bâtiment historique à Birzeit pour créer la Maison de l'écriture palestinienne en partenariat avec Riwaq (centre de préservation du patrimoine architectural de Cisjordanie) et l'atelier d'écriture de la Palestine. La maison détient actuellement une bibliothèque et plusieurs salles de travail pour les aspirants écrivains.

## Festival de 2012
L'édition 2012 du festival a eu lieu à Gaza, bien que le ministère égyptien de l'Intérieur ait eu une politique très stricte de délivrance des permis d'autorisation d'accès à Gaza via le passage de la frontière égyptienne à Rafah.
Dans un communiqué de presse, le producteur du festival Omar Robert Hamilton a rappelé que le PalFest a toujours travaillé à tisser des liens culturels et a appelé à des partenariats régionaux et mondiaux. Alors que les années précédentes avaient vu le festival mené en arabe et en anglais, en 2012, il a été mené essentiellement en arabe avec les auteurs issus de l'ensemble du monde arabe et de la diaspora. 
Parmi les participants figuraient : Khalid al Khamissi, Alaa Abd El-Fattah, Amin Haddad, Selma Dabbagh, Jamal Mahjoub, Nariman Youssef, Youssef Rakha, Khaled Najjar, Sahar el Mogy, Amr Ezzat, Tarik Hamdan et le groupe Eskenderella.
Dans le même temps, les auteurs britanniques Bee Rowlatt et Rachel Holmes ont mené des ateliers d'écriture créative à Birzeit, à la Maison de l'écriture palestinienne, et ont rejoint Maya Abu el-Hayat, Abd al-Rahim al-Sheikh et Imad Sayrafi pour un événement public au Centre Sakakini.
La cérémonie de clôture a été interrompue par les forces de police palestiniennes. Le chef de la police s'est excusé trois heures plus tard, affirmant qu'il s’agissait d'une « erreur individuelle ».

## Festival de 2013
En 2013, le Festival a eu lieu pour la première fois travers toute la Palestine historique. Pour ce faire, deux festivals distincts ont dû être créés. Au sud, le PalFest a eu lieu dans la bande de Gaza, avec la participation des auteurs Ali Abunimah, Susan Abulhawa, Lina Attalah et Nora Younis qui ont traversé Gaza pour rejoindre Atef Abu Seif et Othman Hussein. Au nord, le PalFest  s'est tenu à Jérusalem, Ramallah, Hébron, Haifa et Naplouse.

## Festival de 2014
En 2014, le festival s’est déroulé  début juin à Ramallah, Jérusalem, Bethléem, Haïfa, et Naplouse, des deux côtés du Mur de Palestine, ainsi qu'à Gaza. Parmi les participants, sous la présidence de Ahdaf Soueif comme les éditions précédentes, on comptait Nathalie Handal, Janne Teller, Michael Ondaatje, Sapphire, Teju Cole, Rachel Shabi, Hanne-Vibeke Holst, Brigid Keenan, Najwan Darwish, Kouddous Sharif, etc,,. Dans la soirée d'ouverture de ce septième festival palestinien, à Ramallah, une controverse a éclaté à la suite d'une lecture, par l'écrivain danois Hanne-Vibeke Holst, d'un passage de son roman Undskyldningen (Apologie), qui a comme personnage un Palestinien devenu kamikaze.

## Festival de 2015
En 2015, le festival a de nouveau contribué à l'animation culturelle de Ramallah, Hébron, Haïfa, Naplouse, et Bethléem, avec, notamment la participation de Nathalie Handal, Malika Booker, Dirk Wanrooij, Ru Freeman, et Leila Abdelrazaq.